# خابالیاس
خابالیاس (به اسپانیایی: Jabaloyas) یک شهرستان در اسپانیا است که در استان تروئل واقع شده‌است.

## خصوصیات
خابالیاس ۶۱ کیلومترمربع مساحت و ۷۹ نفر جمعیت دارد.